# (5020) Asimov
(5020) Asimov (1981 EX19) – planetoida z grupy pasa głównego asteroid okrążająca Słońce w ciągu 3,16 lat w średniej odległości 2,15 j.a. Odkryta 2 marca 1981 roku i nazwana na cześć Isaaca Assimov'a, amerykańskiego pisarza science fiction.